# Polygon
 For alternative betydninger, se Polygon AB. (Se også artikler, som begynder med Polygon AB)
Polygon er det græske navn for en mangekant, og ordet betyder egentlig "mangehjørne". Det er en betegnelse for todimensionale figurer eller rettere flader, hvis arealer afgrænses af linjestykker.
En polygon kaldes regulær, dersom alle dens sider og vinklerne mellem disse er ens. I modsat fald er den irregulær. Hver polygon har sit eget navn. Her ses nogle af dem:
| Græsk         | Dansk         | Bemærkning |
| ------------- | ------------- | ---------- |
| Trigon        | trekant       |            |
| Tetragon      | firkant       |            |
| Pentagon      | femkant       |            |
| Heksagon      | sekskant      |            |
| Heptagon      | syvkant       |            |
| Oktagon       | ottekant      |            |
| Enneagon      | nikant        |            |
| Dekagon       | tikant        |            |
| Hendekagon    | ellevekant    |            |
| Dodekagon     | tolvkant      |            |
| Tridekagon    | trettenkant   |            |
| ...           | ...           |            |
| Pentacontagon | halvtredskant |            |

Vinkelsummen i en polygon er {\displaystyle (n-2)\cdot 180^{\circ }}, hvor n er antal vinkler.
Et volumen i 3 dimensioner afgrænset af polygoner kaldes et polyeder.